# Amtsgericht Saarlouis

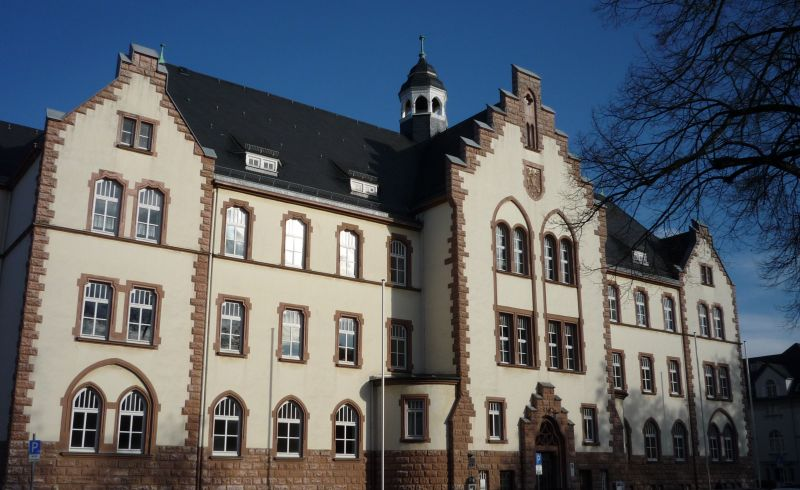
Gebäude des Amtsgerichts Saarlouis aus dem Jahre 1907

Das Amtsgericht Saarlouis ist ein deutsches Gericht der ordentlichen Gerichtsbarkeit und eines von zehn Amtsgerichten im Bezirk des Landgerichts Saarbrücken.

## Gerichtssitz und -bezirk

Lage der Amtsgerichte in den jeweiligen Gerichtsbezirken im Saarland

Das Gericht hat seinen Sitz in der Stadt Saarlouis im Saarland.
Der Gerichtsbezirk umfasst das Gebiet der Städte Saarlouis und Dillingen sowie das der Gemeinden Bous, Ensdorf, Rehlingen-Siersburg, Schwalbach, Überherrn, Wadgassen und Wallerfangen. Damit ist der Bezirk etwa 272 km2 groß. In ihm leben ca. 139.000 Einwohner (Stand 30. September 2017).

## Gerichtsgebäude
Das Gebäude des Amtsgerichts wurde auf dem Platz des ehemaligen Ravelin II am Prälat-Subtil-Ring 10 erbaut.
Die Einweihung fand 1907 statt. Die Fassade des Gebäudes ist im neugotischen Stil gestaltet. Das Gericht ist in sehr helles Braun getaucht. Einen Abstich machen die dunkelbraunen Steine, die der Tür und den Fenstern Konturen geben. Das Dach des Gebäudes ist in einem Meeresblau gehalten.
Die Mittelachse, die das Gebäude in zwei symmetrische Hälften spaltet, teilt die Eingangsfront. Der Eingangsbereich ist vom übrigen Teil hervorgehoben. Der Verbindungsbau der beiden Seitenflügel dient als Hauptfassade.
Nach Betreten des Gerichts fallen die breiten Treppenaufgänge auf. Darauf folgen große, mit Holz verkleidete Flure. Sie dienen als Warteräume. Von den Fluren aus begehbar sind die Abteilungen, die zu verschiedenen Zwecken dienen. Insgesamt verfügt das Gericht über 24 Abteilungen, beispielsweise die Verwaltungsabteilung, das Vormundschafts- und das Nachlassgericht.
Im Gerichtsgebäude befand sich bis zu seiner Aufhebung auch das Arbeitsgericht Saarlouis.

## Übergeordnete Gerichte
Dem Amtsgericht Saarlouis ist das Landgericht Saarbrücken übergeordnet. Zuständiges Oberlandesgericht ist das Saarländische Oberlandesgericht, ebenfalls mit Sitz in Saarbrücken.